# Катастрофа на „Дорние 228“ в Чикангава през 2024 г.
На 10 юни 2024 г. самолет „Дорние 228“ на ВВС на Малави изпълнява вътрешен полет от международното летище Камузу, Лилонгве, до летище „Мзузу“, Мзузу, Малави. По време на полета до Мзузу машината се разбива в горския резерват Чикангава, Северен регион на Малави, и убива всички 6 пътници и 3 членове на екипажа на борда. Сред загиналите са вицепрезидентът на Малави Саулос Чилима и бившата първа дама Патрисия Шанил Мулузи. Към юли 2025 г. това е най-смъртоносната авиационна катастрофа в Малави.
На 30 август е публикуван междинен доклад, в който се установява, че неблагоприятните метеорологични условия са значителен фактор, който довежда до инцидента, като самолетът се удря в хълм поради пространствена дезориентация на пилотите при влошени метеорологични условия. Освен това Федералното бюро за разследване на авиационни произшествия на Германия установява, че аварийният предавател за локализация на самолета не функционира, тъй като батерията му е изтощена от 2004 г. ВВС на Малави потвърждава информацията и добавя, че бюджетът не позволява подмяна или ремонт на устройството.